# Гаљанико
Гаљанико (итал. Gaglianico) је насеље у Италији у округу Бијела, региону Пијемонт.
Према процени из 2011. у насељу је живело 3549 становника. Насеље се налази на надморској висини од 347 м.

## Становништво
| 1936. | 1951. | 1961. | 1971. | 1981. | 1991. | 2001. | 2011. |
| ----- | ----- | ----- | ----- | ----- | ----- | ----- | ----- |
| 1.825 | 1.959 | 2.441 | 3.749 | 4.148 | 3.934 | 3.837 | 3.899 |